# Gamin de Paris
Pour plus de détails, voir Fiche technique et Distribution.
Gamin de Paris est un film français réalisé par Georges Jaffé, sorti en 1954.

## Fiche technique
- Titre : Gamin de Paris
- Réalisation : Georges Jaffé
- Scénario : Lucien Monchotvet, Gaston Montho
- Dialogues : Jacques Chabannes
- Photographie : Pierre Dolley
- Son : Maurice Carrouet
- Décors : Louis Le Barbenchon
- Costumes : Jeanne Cheize
- Musique : Marcel Landowski
- Montage : Gabriel Rongier
- Société de production : Roy Films
- Pays d'origine :  France
- Genre : Comédie
- Durée : 85 minutes
- Date de sortie : 
  - France : 5 février 1954
- Affiche : Henri Cerutti (France)

## Distribution
- Jacky Gencel
- Christian Fourcade
- Daniel Lecourtois
- Célia Cortez
- Marie-France
- Hélène Pépée
- Daniel Clérice
- Paul Azaïs
- Georges Bever
- Jacques Torrens
- Fernand Gilbert